# Matthew Rolston
Matthew Russell Rolston (Los Angeles) é um fotógrafo e diretor norte-americano. Rolston é conhecido por suas técnicas de iluminação e abordagem detalhada para direção de arte e design, foi identificado várias vezes ao longo de sua carreira como o "Guardião do Glamour de Hollywood".
Desde o final dos anos 80, Rolston começou a conceber, escrever e dirigir diversos vídeos musicais para clientes como Madonna, Christina Aguilera, Beyoncé Knowles, Dido, Janet Jackson, entre outros.